# 329 a. C.
El año 329 a. C. fue un año del calendario romano prejuliano. En el Imperio romano se conocía como el Año del Consulado de Privernas y Deciano (o, menos frecuentemente, año 425 Ab urbe condita). 

## Acontecimientos
- Desde Farāh, Alejandro Magno presiona sobre el valle del río Helmand, a través de Aracosia, y sobre las montañas pasado el lugar de lo que modernamente es Kabul entrando en el país del Paropamisade, donde funda Alejandría del Cáucaso.
- En Bactria, Besos organiza una revuelta nacional en las satrapías orientales usando el título del rey Artajerjes IV de Persia.
- Cruzando el Hindú Kush hacia el norte, probablemente por el paso de Jawak,[1] Alejandro lleva su ejército, a pesar de su escasez de provisiones, a Drapsaka. Superado por los flancos, Besos marcha más allá del río Oxo.
- Marchando hacia el oeste a Bactra (Zariaspa), Alejandro nombra a Artabazo de Frigia como sátrapa de Bactria.
- Cruzando el Oxo, Alejandro envía su general Ptolomeo en busca de Besos. Mientras tanto, Besos es superado por el sogdiano Espitamenes. Besos es capturado, azotado y enviado a Ptolomneo en Bactria con la esperanda de apaciguar a Alejandro. A su debido tiempo, Besos es públicamente ejecitado en Ecbatana. Con la muerte de Beso (Artajerjes IV), cesa la resistencia persa a Alejandro Magno.
- Desde Maracanda, Alejandro avanza a través de Cirópolis al río Jaxartes, el límite del Imperio persa. Allí él rompe la oposición de los nómadas escitas por su uso de catapultos y, después de derrotarlos en una batalla en la orilla norte del río, los persigue al interior. En el lugar de la moderna Khodjent en el Jaxartes, funda una ciudad, Alejandría Escate, "la más lejana."

## Fallecimientos
- Satibarzanes, sátrapa persa de Aria, uno de los últimos escollos de Alejandro Magno
- Besos, asesino y sucesor de Darío III que reinó como Artajerjes V